# Univerzitet u Kopenhagenu
Univerzitet u Kopenhagenu (UCPH, dan. Københavns Universitet; lat. Universitas Hafniensis) je najstariji i najveći danski univerzitet i drugi nastariji univerzitet u Skandinaviji nakon švedskog Univerziteta u Upsali. Univerzitet u Kopenhagenu je osnovan 1479. godine i danas ga pohađa oko 37 000 studenata. Predavanja se u najvećem delu odvijaju na danskom jeziku, iako je deo njih dostupan i na engleskom, a manji broj i na nemačkom jeziku. Od 2 800 stranih studenata najveći ih je broj iz susednih nordijskih zemalja.
Univerzitet je član Međunarodne alijanse istraživačkih univerziteta (IARU), zajedno sa Univerzitetom u Kembridžu, Jejlskim univerzitetom, Australijskim nacionalnim univerzitetom, i UK Berklijem, između ostalih, i Lige evropskih istraživačkih univerziteta (LERU). Godine 2016 Akademsko rangiranje Univerziteta u svetu je rangiralo Univerzitet u Kopenhagenu kao najbolji univerzitet u Skandinaviji i 30. u svetu, 2016-2017 prema Tajmsovm rangiranju svetskih univerziteta visokog obrazovanja koa 120. u svetu, i 2016-2017 prema QS svetskom univerzitetskom rangiranju kao 68. u svetu. Oktobra 2018, univerzitet je imao 39 nobelovaca pridruženih kao alumni, članovi fakulteta i istraživači, i proizveo je jednog primaoca Tjuringove nagrade.

## Istorija
Univerzitet u Kopenhagenu je osnovan 1479. godine i danas je najstariji univerzitet u Danskoj. Godine 1475, Kristijan I od Danske dobio je papsku bulu od pape Siksta IV sa dozvolom da osnuje univerzitet u Danskoj. Bula je izdata 19. juna 1475. kao rezultat posete Rimu žene Kristijana I, Doroteje od Brandenburga, kraljice Danske. Između zatvaranja Studijum Generala u Lundu koji je tada bio u sastavu Danske 1536. godine i osnivanja Univerziteta u Arhusu u kasnim 1920-im, institucija je bila jedini univerzitet u zemlji. Institucija je vremenom postala središte izučavanja rimokatoličke teologije, kao i prava, medicine i filozofije .
Dana 4. oktobra 1478. godine, Kristijan I od Danske izdao je kraljevski dekret kojim je zvanično osnovao Univerzitet u Kopenhagenu. U ovom dekretu, Kristijan I je postavio pravila i zakone koji regulišu univerzitet. Kraljevskim dekretom izabran je magistar Pider Albertsen za vicekancelara univerziteta, a njegov zadatak je bio da na novom univerzitetu zaposli različite učene učenjake i tako uspostavi njegova prva četiri fakulteta: teološki, pravni, medicinski i filozofski. Kraljevski dekret učinio je da Univerzitet u Kopenhagenu uživa kraljevsko pokroviteljstvo od samog početka. Štaviše, univerzitet je eksplicitno uspostavljen kao autonomna institucija, dajući mu veliki stepen pravne slobode. Kao takav, Univerzitet u Kopenhagenu je trebalo da funkcioniše bez kraljevskog mešanja i nije podlegao uobičajenim zakonima koji regulišu danski narod.
Univerzitet je zatvoren od strane rimokatoličke crkve 1531. kako bi se zauzdalo širenje protestantizma, i ponovno je otvoren 1537. godine odlukom kralja Kristijana  nakon luteranske reformacije i pretvoren je u evanđeosko-luteransku bogosloviju. Kralj je zadužio Johanesa Bugenhagena, koji je došao iz Vitenberga u Kopenhagen da preuzme katedru teologije, sa sastavljanjem nove univerzitetske povelje. Nastala Povelja je izdata 1539. godine. Između 1675. i 1788. godine univerzitet je uveo koncept hijerarhije akademskih titula i napredovanja. Godine 1801. pod zapovedništvom admirala Horacio Nelsona, britanska flota bombardovala je Kopenhagen tokom Bitke kod Kopenhagena, uništavajući pritom većinu univerzitetskih zgrada. Do 1836. godine počelo se sa gradnjom nove centralne univerzitetske zgrade koja je zbog opsežnosti radova dovršena tek krajem veka. Univerzitetska biblioteka, zoološki muzej, botanički vrt sa plastenicima i tehnička škola započeli su sa radom tokom toga perioda.
Godine 1807, britansko bombardovanje Kopenhagena uništilo je većinu univerzitetskih zgrada. Do 1836. godine, međutim, nova glavna zgrada univerziteta je svečano otvorena usred velike izgradnje koja je trajala do kraja veka. U ovom periodu formirani su i Univerzitetska biblioteka (danas deo Kraljevske biblioteke), Zoološki muzej, Geološki muzej, Botanička bašta sa plastenicima, i Visoka tehnička škola.
U periodu od 1842. do 1850. godine fakulteti u okviru univerziteta su reorganizovani. Počevši od 1845. godine pa sve do 1862. univerzitet je organizovao nordijske studentske susrete sa Univerzitetom u Lundu. Zajedno su uz studente ova dva univerziteta u susretima učestvovali i studenti sa Univerziteta u Upsali i Univerziteta u Oslu. Na učestvovanje u projektu su pozvani i studenti sa Univerziteta u Helsinkiju, ali Ruska imperija nije pristala da im izda dozvole za putovanje iz tada ruske Finske. Prve studentkinje su upisane 1877. godine. U periodu od 1960. do 1980. došlo je do velikog rasta ove institucije. U 1970-im je sprovedena i demokratizacija uprave, da bi model od 1973. bio primijenjan i na sve ostale institucije visokog obrazovanja u Danskoj. Takve su reforme ukinute 2003. godine.

## Univerzitetsko stanovanje
Fondacija za stanovanje Kopenhagena je poseban komercijalni entitet Univerziteta u Kopenhagenu kojim upravljaju predsednik Erik Bisgard Madsen i upravni odbor. Fondacija za stanovanje Kopenhagena obezbeđuje kratkoročno stanovanje isključivo za međunarodne studente univerziteta (ponekad danske studente), univerzitetsko osoblje i gostujuće istraživače. Njihova centralna kancelarija nalazi se u Južnom kampusu. Fondacija za stanovanje Kopenhagena primila je značajne kritike zbog eksploatacije međunarodnih studenata radi poslovne dobiti i loših uslova života, i nedavno zbog odbijanja skraćenja ugovora za mnoge međunarodne studente pogođene pandemijom Kovida-19.

## International reputation
Godine 2021, CWTS lejdensko rangiranje je klasifikovalo Univerzitet u Kopenhagenu kao najbolji univerzitet u Danskoj i najbolji u kontinentalnoj Evropi, 4. u Evropi (posle Oksforda, UCL i Kembridža) i 27. u svetu.
Akademska rang lista svetskih univerziteta za 2021. koju je objavio Šangajski univerzitet Đao Tong rangirala je Univerzitet u Kopenhagenu kao najbolji univerzitet u Danskoj i Skandinaviji, 7. u Evropi i 30. u svetu. Na Tajmsovom svetskom rangiranju visokog obrazovanja za 2021. Univerzitet u Kopenhagenu je rangiran na prvom mestu u Danskoj i na 84. mestu u svetu. Na QS svetskom univerzitetskom rangiranju za 2021. Univerzitet u Kopenhagenu je prvi u Danskoj i 76. u svetu. Na listi najboljih globalnih univerziteta za 2021. godinu prema U.S. News & World Report, Univerzitet u Kopenhagenu je rangiran na prvom mestu u Danskoj i na 34. mestu u svetu.

## Ugledni alumni
- Tiho Brahe
- Ole Kristensen Remer
- Hans Kristijan Ersted
- Seren Kirkegor
- Benjamin Kristensen
- Nils Bor
- Inga Leman
- Peter Heg
- Hele Torning-Šmit

## Spoljašnje veze
- Званични веб-сајт
- Званични веб-сајт
- Scholars and Literati at the University of Copenhagen (1475–1800), Repertorium Eruditorum Totius Europae – RETE
- „Student body size as of October 1 2007” (на језику: дански). Архивирано из оригинала 24. 7. 2012. г. Приступљено 26. 6. 2011.